# Tricholoma gausapatum
Tricholoma gausapatum (Fr.) Quél., 1872 è un fungo basidiomicete del genere Tricholoma, a sua volta appartenente alla famiglia delle Tricholomataceae.

## Descrizione
Il cappello è largo 4-8 cm, aperto, convesso; di colore bruno sbiadito o grigiastro, "terreo", è ricoperto di fibrille più scure. Le lamelle sono spesse, grigie o biancastre e non decorrono sul gambo, il quale è alto circa 3-6 cm e spesso 1-2 cm; esso è di colore biancastro, piuttosto friabile, un po' tozzo ma tendente a una forma cilindrica. La carne del cappello è soda e consistente, mentre quella del gambo è fibrosa. L'odore del fungo è molto tenue, mentre il sapore è dolciastro ma gradevole.

## Distribuzione e habitat
Cresce tra la tarda estate e l'inizio dell'inverno, nelle zone erbose al limitare dei boschi di conifere o di latifoglie. T. gausapatum è stato segnalato in molte aree del mondo, tra cui Canada, Stati Uniti, Messico, Cile, Brasile, Europa, Russia, Asia Centrale, Caucaso, Iraq, Marocco, Israele, area himalayana, Cina, Giappone, Australia e Nuova Zelanda.

## Specie simili
T. gausapatum si differenzia da Tricholoma terreum, più comune e con il quale viene spesso confuso, per la distribuzione più disordinata delle fibrille sul cappello e per avere lamelle non decorrenti e più rade rispetto a quelle di T. terreum. Altre specie macroscopicamente simili sono T. orirubens e T. portentosum.

## Commestibilità
È considerato buon commestibile, con caratteristiche simili a quelle di Tricholoma terreum, rispetto al quale è però più raro e, conseguentemente, meno raccolto e meno consumato.